# Hemilea bipars
Hemilea bipars är en tvåvingeart som först beskrevs av Walker 1861.  Hemilea bipars ingår i släktet Hemilea och familjen borrflugor. Inga underarter finns listade i Catalogue of Life.